# Riserva naturale guidata Bosco di Don Venanzio
La riserva naturale guidata Bosco di Don Venanzio, nota semplicemente come Bosco di Don Venanzio, è un'area naturale protetta di 78 ha, istituita nel 1999 e situata nel comune di Pollutri, in provincia di Chieti.

## Descrizione
Situata in località Crivella, la riserva occupa una superficie di 78 ha, pari a quasi 0,8 km², ed è posta ad una quota di 30 m s.l.m., all'interno del territorio del comune di Pollutri. Trae il nome dal suo ultimo proprietario prima dell'istituzione dell'area naturale protetta, il prete Venanzio Di Virgilio, che lo cedette nel 1986 al comune di Pollutri, suo gestore. Il bosco, un tempo ben più esteso, costituisce uno degli ultimi esempi di foresta planiziale della costa che dà sul mare Adriatico, dal quale dista 5 km. Il territorio della zona protetta degrada progressivamente verso il fiume Sinello tramite una serie di terrazzi fluviali e può essere suddiviso in tre ambienti: il primo, il più esteso ed elevato, corrispondente al livello in cui vi è una casa di campagna del XX secolo, adibita a centro visite della riserva e costruita sui resti di un'antica casa di caccia dei marchesi d'Avalos, con nelle vicinanze terreni coltivati, il secondo che contiene il bosco vero e proprio, il terzo che è percorso dal fiume Sinello e presenta quindi una vegetazione acquatica, e il quarto che è rappresentato dal fondo ghiaioso e calcareo del letto del fiume. La vegetazione della riserva è acquatica in corrispondenza di tale corso d'acqua e igrofila nel verde del bosco, con alberi a fustaia e rara presenza di alcune piante floreali montane, quali l'anemone dell'Appennino e il bucaneve, che testimoniano come in passato il clima del territorio fosse ben diverso dal clima mediterraneo che la caratterizza, con temperatura media annuale di 16 °C e temperatura massima e minima rispettivamente di 25 °C e 6 °C nei mesi estivi ed invernali contemporanei. L'area naturale protetta risulta infine collegata tramite un sentiero con la riserva naturale guidata Punta Aderci di Vasto.

## Storia
La riserva è stata istituita con legge regionale n. 128 del 29 novembre 1999 come riserva naturale regionale guidata.

## Flora
La flora della riserva comprende tra le piante arboree, erbacee e floreali, specie di anemone dell'Appennino, bucaneve, carpino bianco, cerro, corniolo, crescione d'acqua, edera, farnia, frassino maggiore, frassino minore, giglio rosso, pioppo bianco, pioppo nero, pisello odoroso, pungitopo, roverella e sanguinello.

## Fauna
La fauna della riserva comprende, per i mammiferi, esemplari di cinghiale, riccio, talpa, tasso e volpe, e tra gli uccelli, diverse specie migratorie.